# ヤマハ・SUシリーズ
SUシリーズ（エスユー・シリーズ）はヤマハのサンプラーの型番・商品名。

## 概要
ダンスミュージック用のサンプラーである。本体のパッドを押してサンプルを再生し、スクラッチ可能なリボンコントローラも装備している。SU10はDTMの拡張音源としても利用可能なモデルである。

## シリーズのモデル
SU10
1995年発売。VHSビデオサイズ。RY8と同様の筐体を採用しているが、青色。CS1xは、SU10を乗せて使用する事を意識したデザインを取っている。スクラッチやクロスフェードのDJプレイができるリボンコントローラーを装備。最大同時発音数 4音 サンプリング周波数44.1kHzで約19秒サンプル可能。11.64kHzでは約53秒サンプル可能。MIDIサンプル・ダンプ・スタンダードでサンプルデータを送信することができる。また、MIDIキーボード等により、サンプルに音階をつけて演奏可能。EOS B900/EXとの併用も考慮されており、同機種との組み合わせで使える、小室哲哉プロデュースによる専用サンプリングCD「TK GROOVE」（ただし、フォーマットはオーディオCD形式）も同時リリースされた。
SU700
1998年発売。サンプラー、シーケンサー、エフェクター、ミキサーを一体化している。最大同時発音数64音。AD/DA変換18bit。RAM：標準4MB、最大拡張時68MB。サンプリング周波数は光入力時最大48.0kHz、アナログ入力時は最大44.1kHz。エフェクターは3系統。シーケンサー容量：約32000音、リアルタイム入力可能。AIFFファイル形式のサンプルデータの読み込み、書き込み可能なフロッピーディスクドライブを搭載。
SU200
2000年発売。SU10の後継機種。現行モデル。本体だけでリサンプリング可能とし、6種のエフェクト内蔵。テンポの異なるサンプルがピッチを変わらずに、同期する機能を装備している。スマートメディアスロットを装備。LOOP FACTORYの一機種である。